# 키체 왕국
키체 왕국 또는 쿠마르카즈 왕국은 오늘날 과테말라 고원에 살던 키체 마야인들에 의해 13세기에 설립되어 15세기에 스페인 정복자 알바라도에 의해 정복되어 멸망할 때까지 존속한 후기 마야계 왕국이다.
키체 왕국은 오늘날 산타 크루즈 엘 키체 인근에 위치한 요새 도시 쿠마르카즈(나와틀어로 우타틀란으로 불림)에서 통치한 키캅 왕 치하에서 전성기를 맞았으며, 그의 치세 동안 키체는 과테말라 고원의 넓은 지역을 지배하고 멕시코까지 영토를 확장하였으며, 다른 마야 민족들과 나와인 계통의 핍필인들을 정복하였다.

## 역사적 출처
키체 왕국의 역사는 식민 이후 시대에 스페인어와 고전 키체어 및 칵치켈어과 같은 원주민 언어로 작성된 여러 문서에 설명되어 있다. 중요한 출처에는 잘 알려진 신화 외에도 티툴로 데 토토니카판과 같은 카웹 혈통의 역사와 계보가 포함된 포폴 부가 포함된다. 이들의 정보는 칵치켈 가신과 나중에 키체의 적의 역사를 설명하는 카키치켈의 연대기와 대조할 수 있다. 사카풀라스, 코요이, 니자이브 및 타무브 제목과 같은 다른 많은 제목은 각각 특정 키체 혈통의 관점에서 키체 역사를 설명한다. 다른 출처로는 정복자와 성직자가 작성한 문서와 식민지 행정 문서가 있다.